# ロレント (ファイナルファイト)
ロレント（Rolento）は、カプコンのベルトスクロールアクションゲーム『ファイナルファイト』シリーズ、および対戦型格闘ゲーム『ストリートファイターZERO』シリーズなどに登場する架空の人物。
本項では『ストリートファイターZERO』（以下『ZERO』）シリーズのロレントを基本として記述する。

## キャラクターの設定
犯罪組織マッドギアの元幹部。爆薬や銃火器の扱いに精通した白兵戦のプロで、かつては特殊部隊レッドベレーの隊員であった。カーキ色の軍服と赤いベレー帽姿で、顔には斜めに大きな傷跡があるのが特徴。一人称が「吾輩（我が輩）」など、口調も軍人然としたものである。フルネームはロレント・F・シュゲルグで、出生は東ドイツ。アメリカに亡命後は傭兵として世界各国の紛争に参加し、マッドギアを通じてコカイン精製工場を設立する。現在はアメリカ・ニューヨークを拠点にしている。
マッドギア壊滅後には、アメリカの国民全てを軍人とすることで、究極の国防と完璧な平和を実現するという理想を持つ。その実現のために新生マッドギアを樹立することを目標とし、元構成員のエルガドやハリウッドと共に世界中を回り部下集めに奔走している。
「勝利のためには手段は問わない」という信条があり、手持ちのロッドや手榴弾、ナイフなど武器の類を多く用いている。そのやり口が卑怯と取られることがあり、『ストリートファイターZERO3』（以下『ZERO3』と表記）では春麗から「ベガと思想が同じ」、フェイロンから「狡猾だ」と言われている。本人は『ストリートファイターZERO2』（以下『ZERO2』と表記）の勝利メッセージで「卑怯者という言葉は負け犬から聞ける最高の賛辞である」としている。また、勝利した時は相手に手榴弾を投げることもあるが、時間切れで負けると自分に手榴弾を投げて自爆する。
『ZERO3』では、かつて敵対していたコーディーの実力に目を付けて勧誘しようとしたが、彼の堕落ぶりに落胆して諦めている。その後シャドルーのサイコドライブを奪うためベガと戦うが、エンディングでは「やすやすと潜入できる基地はいらない」「洗脳による統治など愚の骨頂」としてサイコドライブとシャドルー基地を破壊した。その後、マッドギア時代の同僚・ソドムが現れて「ロレントの夢である完璧な平和をどうやって果たすのか見てみたい」と言い、ロレントは彼を「同志」と呼び、理想の国家、完璧なる平和を築くと宣言した。一方ソドムのエンディングでは、ベガのサイコドライブに命をかけて突撃したソドムの生存を信じた。
『ZERO』のソドムのエンディングにて、ブレッド、J、ワン・フー、ポイズン、アンドレ、ダムドらとともに登場している。なお、彼とワン・フー以外のキャラクターは『ZERO2』のガイステージの背景にも登場。『ZERO2』のホームステージはニューヨークで、『ファイナルファイト』の彼の登場ステージと似たゴンドラになっている。このステージはエレベーター式になっていて、2ラウンド目以降は上昇して行く。また、背景には富士通の広告がある。『ZERO2』のホームステージのBGMはアーケード版『ファイナルファイト』のステージ5前半のBGMをアレンジしたものになっている。『ZERO3』のホームステージは迷彩塗装を施した地下鉄。このステージの背景では戦車などが輸送されている。
『ZERO2』や『ZERO3』でのナッシュのアーケードモードでは、CPU戦で乱入キャラクターや固定キャラクターとして登場し戦いを挑む。また、『ZERO3↑↑』ではマキとの間に対戦前の専用デモが存在する。
『ファイナルファイトリベンジ』（以下『リベンジ』と表記）では、ロレントのために部下であるエルガドの家族や部隊が犠牲になったと設定されており、エルガドのエンディングにおいて隙を見せたために彼の復讐の刃を受けるところで終わる。なお、同作のマイク・ハガーのエンディングは『ZERO2』のロレントのエンディングに近い内容になっている。
『ストリートファイターEX』シリーズのドクトリン・ダークのストーリーでは、ロレントの部隊はダークの所属していたガイル直属の部隊を壊滅させ、ダークに重傷を負わせている。これによりダークの性格が一変し、ガイルとロレントに対し復讐を目論むようになった。
『ウルトラストリートファイターIV』（以下『ウルIV』と表記）ではS.I.N.が開発した能力強化装置の情報を得て、軍備拡張のために強奪を計画している。テーマ曲は『ファイナルファイト』のステージ4-2のアレンジである。『ウルIV』のオープニングとエンディングのアニメシーンではこれまでに登場していなかったロレントの部下は数多くいるが、ハリウッドとエルガドの姿は描写されていない。このときの部下たちは赤いベレー帽と黄色の軍服とロレントと同じ格好だが、軍服の下に着る服の色は黒で、大きなゴーグルを装着している。
『ZERO2』と『ウルIV』でロレントの考えた新国家の国旗のデザインは長剣と長銃をクロスさせたものである。
キャラクターデザインを手がけたあきまんは、「マッドギアの中でもボス格のキャラクターなので、ちょっと偉く見えるようにしようとデザインした」と語っている。

### 他社とのクロスオーバー
『CAPCOM VS. SNK 2 MILLIONAIRE FIGHTING 2001』（以下『CvS2』と表記）では八神庵から「狂信者」呼ばわりされ、チャン・コーハン&チョイ・ボンゲからは「キム・カッファンより危険な目をしている」と言われている。また、『CvS2』ではハイデルンが率いる特殊部隊を自身の配下にするために接触を目論むが失敗に終わる（なお、『CvS2』のナイロビステージの背景にはハイデルンの特殊部隊のメンバーが登場する）。
『SNK VS. CAPCOM 激突カードファイターズ』全シリーズ（トレーディングカードゲーム版も含む）ではプレイヤーキャラクターカードとして登場している。
『ストリートファイター X 鉄拳』（以下『ストクロ』と表記）では「パンドラの箱」を破壊するために、いぶきに協力を要請する。

## 『ファイナルファイト』でのロレント
ステージ4のボスとして登場。エレベーター内で決戦を挑む。序盤は部下のエルガドに加えて、ポイズンやアンドレなどが攻撃し、自身もエレベーターの外にある梯子を上りながら手榴弾で攻撃してくる（その一方で回復アイテムや武器がゴンドラの上から落ちてくる）。エレベーターが頂上まで着くと、ロレント自身もエレベーターの中に降り、プレイヤーキャラクターと直接の勝負となる。
残像がつくほどの素早い動きが特徴で、プレイヤーが油断していると棒による攻撃や飛び蹴り、投げによって体力を一瞬で削られてしまう。また、体力が少なくなると縦横無尽に駆け回りながら大量の手榴弾で攻撃してくる。倒された時には自らに向かって投げた手榴弾によって自爆するが、この時の爆風に当たり判定は無いため、プレイヤーキャラクターが近くに居てもダメージを受けない。
ロレントの出現するステージ4は容量の問題によりスーパーファミコン移植版（同じく容量の問題から移植版で削除されていたガイを主人公に据えた同作のマイナーチェンジ版『ファイナルファイト・ガイ』も同様）では削除されている。作中の設定では「近道を選んだ」ということとされている（後述）が、同ステージの曲は『ファイナルファイト・ガイ』のオプションで聴くことができる。なお、『ZERO2』のエンディングBGMはこれをアレンジしたものとなっている。
『ファイナルファイト2』にもステージ5（イタリアステージ）のボスとして登場。絶えず高速移動をしながら手榴弾を大量に足元にばら撒き、回転ジャンプで背景の手すりに飛び乗っては手榴弾を投げてくる。今作品は前作で壊滅させられたマッドギア残党による復讐という物語だが、続投したのはアンドレとロレントのみである。
ゲームボーイアドバンス移植版である『ファイナルファイト ONE』ではステージ4が移植されており、ロレントも登場する。ソドムと同様に『ZERO3』と同じ顔グラフィック、口調で主人公との会話デモがある。隠しキャラクターである『ZERO3』バージョンのコーディーとのデモでは、スーパーファミコン版でステージ4がカットされていたことに関して「警察官（ステージ3のボス、エディ.E）をぶっ倒した後、そのまま海沿いを歩いた」とコーディーが言及し、ロレント自身は彼に全く話を聞いてもらえないという一幕もあった。

## キャラクターの特徴（『ZERO』シリーズ以降）
ロッドを使ったパンチ攻撃はリーチこそ長いが、総じて大振りでスキが多い。連打キャンセル可能な技がなく、もっともスキの少ない弱パンチでもシリーズによっては連続ヒットすることはない。防御力（体力）が低いうえ、反撃に有効な無敵技などが少ないため、相手と直接殴り合うのは苦手。また、通常のジャンプも緩慢なため単調な飛び込みは迎撃されやすい。必殺技には普通に攻撃するものよりも、通常より高く遠くへ飛ぶハイジャンプ（スカウタージャンプ）や、「メコンデルタアタック」のような移動も兼ねた奇襲的な性質のものが多い。そのため、とくに空中での機動力は高い。
攻撃力は低くなく、連続入力形式の多段ヒット技「パトリオットサークル」はコンボに組み込むことで威力を発揮する（ただし、ヒット数が多いため相手のスーパーコンボゲージを貯めさせやすいという欠点はある）。自身のスーパーコンボ「テイクノープリズナー」や「マインスイーパー」は、クリーンヒットさせれば大ダメージを与えることができる。とくにLv.3の「テイクノープリズナー」は引き上げるワイヤーの移動距離が長くスピードも速いうえ、単発攻撃ゆえにダメージのコンボ補正がかからない。そのため、遠距離で不用意に飛び道具を出した相手に使うことで絶大な効果を発揮する。
『ウルIV』では『ZERO』シリーズに比べると全体的に動きが遅くなり、組み込めるコンボもタイミングがかなり重要なものとなった。
『ウルIV』のオメガエディションでは『ZERO』シリーズのように素早い動きに戻り、「スカウタージャンプ」の復活、弱攻撃から繋げられるほどの「パトリオットサークル」の発生の速さ、相手の足元に手榴弾を投げつける「スネアマイン」、カウンター技の「インドミタブルリベンジャー」などが揃い、スピードと攻撃力が非常に優れたキャラクターとなった。

## 技の解説

### 通常技
『ZERO』シリーズでの技名称を掲載。なお、ジャンプ状態の垂斜の区別はない。
| 操作     | 立ち（近距離）                                | 立ち（遠距離）                              | しゃがみ                 | ジャンプ           |
| -------- | --------------------------------------------- | ------------------------------------------- | ------------------------ | ------------------ |
| 弱パンチ | ショートロッド                                | ショートロッド                              | スカーミッシュロッド     | フライロッド       |
| 中パンチ | サプライズロッド                              | サプライズロッド                            | アンブッシュロッド       | ブロッケイドロッド |
| 強パンチ | ヴィクトリーロッド(※1) / アッパースイング(※2) | ヴィクトリーロッド                          | レボリューションロッド   | トライアンフロッド |
| 弱キック | ニーキック(※1) / ハイニールキック(※2)         | ニーキック(※1) / ハイニールキック(※2)       | スライドキック           | ソルジャーキック   |
| 中キック | リバースヒールキック(※1) / ニールキック(※2)   | リバースヒールキック(※1) / ミドルキック(※2) | トラップキック           | コマンドーキック   |
| 強キック | リバースヒールキック                          | リバースヒールキック                        | ジャネラルスライディング | コマンドーキック   |

※1 『ZERO2 ALPHA』まで。
※2 『ZERO3』以降。

### 投げ技
カーネルキャリア
相手を掴んで投げ飛ばす。受け身を取られても相手より先に動くことができる。
『ストクロ』および『ウルIV』では相手を飛び越えつつロッドを横にして相手の首にひっかけ、前方に投げ飛ばす。
デッドリーパッケージ
相手に手榴弾を巻きつけ、素早く後方へ飛ぶと同時に爆破させる。受け身を取られると手榴弾が爆発せず、全くダメージを与えられない（『ZERO3』ではわずかに与えられる）。
『ウルIV』では相手の真上を飛び越えながら首に手榴弾を巻きつけつつ体の向きを回転させ、背後に回ると相手を蹴り飛ばし爆発させる。
フェイタリティーパッケージ
『ZERO3』で追加された空中投げ。空中の相手を捕えて手榴弾を体に引っ掛け、爆発させる。

### 特殊技
フェイクロッド
体を浮かすようにしてロッドを垂直に立てる。相手の投げ技や足元への攻撃を回避できるが、隙が大きい。
スパイクロッド
空中でロッドを下に突く。攻撃判定があり、ロッドで跳ねた後は空中攻撃ができる。レバー入力で軌道を変えることも可能。
トリックランディング
ロッドを使って跳ねる。ジャンプの着地直前に使用可能で、移動距離を伸ばせる。
『ウルIV』のオメガエディションではコマンドが「スカウタージャンプ」に差し替えられたため削除された。

### 必殺技
パトリオットサークル（パトリオットストライク）
ロッドを高速で回転させて攻撃する。連続入力技であり、追加入力によって3回までの連続が可能。追加入力は最初の攻撃がヒットしてから受付可能となる。3段階すべてヒットすれば計11ヒットとなる。3回転目の攻撃後は前方へ大きく踏み込むが、隙がより増大する。『ZERO3』からはコマンドごとに若干前進するようになった。
『ウルIV』ではコマンド入力時、大きく振りかぶるため発生が遅くなり、中攻撃からしかコンボ始動ができなくなった。オメガエディションでは『ZERO』シリーズ同様発生が早くなり、弱中強で追加入力の回数が限られ性能が変化した。
『ストクロ』および『ウルIV』のEX版は、ヒット数の上昇した3回転目の動作で相手を浮かせ、追撃ができる。
『リベンジ』ではロッドを回転させない「パトリオットストライク」に変更されている。
フューロージェネラル
『ウルIV』のオメガエディションVer.1.05より「パトリオットサークル」のEX版はこの技に変化した。「パトリオットサークル」の攻撃後、ロッドを縦回転させ顔面に連続ダメージを与え頭上をロッドで叩き、膝崩れダウンする相手の足元にロッドを突き立て爆発を起こす技となっている。
「フューロー」は「future road（フューチャーロード）」の略称。

スティンガー
最初にコマンドを入力するとナイフを持って垂直に飛び上がる。飛ぶ高さは押したキックボタンの威力が強いほど高くなる。その後、キックボタンを押すとボタンに応じた方向にナイフを投げる。キックボタンの威力が高いほど、ナイフを投げる際の角度は鈍角となる。飛び道具だが、ナイフは相手の攻撃判定とも打ち消し合うため、パンチなどで打ち落とされてしまう。
ローズの「ソウルリフレクト」で吸収・反射されることはないが、『ZERO3』では攻略本などに記載されている情報とは違い、吸収・反射されるようになった。
スティンガージャンプ
『ウルIV』のオメガエディションでは飛び上がる動作がこの名称となっており、ジャンプ時に若干前後移動ができるようになった。
飛び上がっている最中にパンチボタンを2つ同時に入力すると真横にナイフを投げ、キックボタンを2つ同時に入力するとナイフを投げずに斬りかかる派生技「スティンガー（裏）」が追加されている。
EX版はボタンによって、正面に扇状に3つ、斜め下に扇状に3つ、斜め下に3つ乱雑に投げる。

メコンデルタアタック
後ろに宙返りして攻撃を避け、ボタンを押すと高速で前転で突撃する。突進技が当たった後、ガード、ヒットにかかわらず後ろにはね返る。弱中強によって突進する距離が変わるが、後ろにはね返る距離は変わらない。
飛び道具を潜り抜けることができるが、EX版のみ潜り抜けることができない。アーマーブレイク属性だが、ガードされるとほぼ確実に足払い攻撃を喰らってしまう。オメガエディションではヒットすると必ず相手をダウンさせる。
メコンデルタエアレイド
後転して距離をとり、ボタンを押すとロッドを地面に突き立てた勢いで前方に飛び上がってロッドを振る。コマンド入力時の強弱によって、後転する距離や前方ジャンプの距離や軌道を調節することができる。ジャンプ強パンチとよく似たモーションだが、『ZERO2』では相手がしゃがんでいると当たらない。『ストクロ』以降はしゃがみガード不能の中段技に性能が変更され『ウルIV』ではアーマーブレイク属性になる。ボタンの強弱で飛び上がる距離が変わる。EX版は全体的な移動速度が上昇する。
メコンデルタエスケイプ
後ろに大きくジャンプして三角飛びする。三角飛び後は通常のジャンプと同様の行動が取れる。出す技も空中の通常技なら、全て出す事ができる。この時に出す技は通常技ではあっても削り能力を持っている。ただし『ZERO3』ではいくつかの制限を受ける（空中投げやスパイクロッドが出せない）。『ZERO2』（『ALPHA』含む）ではジャンプのスピードが異常に早かったが、『ZERO3』ではスピードが遅くなり相手が移動中の場合は三角飛びが発生しないことが起きるようになり性能が弱体化した。
『ストクロ』からは相手の移動中でも三角飛びはできるようになり、EX版は相手のいる位置まで跳ぶことができる。
スカイダイバー
『リベンジ』でのみ使用する突進技。体を丸めて回転しながら、空中から急降下する。発生が早く連続ヒットする必殺技。
ハイジャンプ（スカウタージャンプ）
下→上or前方上に入力すると前方へ、下→後方上に入力すると後方へ、棒高跳びの要領でロッドを用いて通常よりも鋭く移動距離の長いジャンプを行う。
『CvS2』では「スカウタージャンプ」に名称が変更され、前述の入力では全キャラクター共通のKOF式の大ジャンプを行うため、コマンドがキックボタン3つ同時押しに変更されている。
なお、『ZERO3』のX-ISMでは通常のジャンプがなく、ジャンプが常にハイジャンプとなる。簡単なコマンドで画面を縦横無尽に飛び回れる反面、距離の微調整ができないため飛び込みや起き攻めなど微妙な駆け引きを苦手とする。
『ウルIV』のオメガエディションでは飛距離は通常のジャンプと同じだが鋭い軌道で前述と後述、両方の入力で発動するようになったが、前方ジャンプしかできなくなった。
スネアマイン
『ウルIV』のオメガエディションにて使用可能。「マインスイーパー」を一発だけ行う下位互換技。手榴弾を素早く地面に投げ、爆発と同時に後転する。性能はC.ヴァイパーの「セイスモハンマー」に近い。ボタンの強さで手榴弾を投げる位置が変わる。ヒット後は「スカウタージャンプ」で追撃が可能。
インドミタブルリベンジャー
『ウルIV』のオメガエディションにて追加されたカウンター技。相手の攻撃を受けると屈み込みロッドでアッパーカットをして飛び上がる。弱中強で下段、中段、上段に変化し、EX版は即座にアッパーカットを繰り出し、さらにプロペラの如くロッドを回転させながら高く上昇する。
アッパーカットのモーションは『ストクロ』でのランチアタック。

### スーパーコンボなど
テイクノープリズナー
地面からワイヤーを引っ張り、ワイヤーが命中するとワイヤーが相手の首に結ばれ、上にいるハリウッドが持つフックにワイヤーを引っ掛けて相手を首吊りにする。レベルが上がるごとにワイヤーの射程が伸び、ワイヤーの走る速度も速くなる。相手が飛び道具を出したときのカウンター技としても使用可能。ワイヤーは飛び道具と違ってガードされた時の削り能力はない。
『ZERO3』ではX-ISM対応のスーパーコンボ。『リベンジ』のスーパームーブとしても使用する。『ウルIV』ではウルトラコンボIIとして使用。
『ZERO2』『ZERO3』ではガードのできる投げ技扱いのため、通常技をキャンセルしてコンボに組み込むことができない。
マインスイーパー
手榴弾をばら撒きながら後転。次々と手榴弾を爆破して攻撃するスーパーコンボ。レベルが高いほど、ばら撒く手榴弾の数が多くなる。手榴弾は空中ガード不能で、ヒットすると相手は爆風に巻き込まれ燃えながらロレント側に引き付けられていく。手榴弾を放ってから爆発するまでにタイムロスがある。
初代『ファイナルファイト』の攻撃が元となっている技だが、『ZERO3』ではZ-ISM専用。
『ウルIV』でもスーパーコンボとして使用し、発生が『ZERO』シリーズより早い。オメガエディションでは爆発の音が「パトリオットスイーパー」の最後の手榴弾爆発音に変更された。
スティールレイン
『ZERO3』で追加されたスーパーコンボ。複数のナイフをロッドでまとめてから上空に放り投げ、一定時間後、「技を入力して画面が暗転したときの相手の頭上」へ落下させる。見た目と違い、しゃがみガードが可能。
ヘルスナイパー
『リベンジ』でのスーパームーブ。「マインスイーパー」同様に手榴弾をばら撒き、爆発を相手が喰らうとロレントがヘリに乗り込み機銃で攻撃する。
パトリオットスイーパー
『ストクロ』のスーパーアーツで、『ウルIV』ではウルトラコンボIとして使用。「パトリオットサークル」を食らわせた後、ロッドを真上に放り投げながら宙返りで飛び上がり、空中から複数の手榴弾を投げ落とす。『ストクロ』では手榴弾が爆破して相手が吹き飛んだ時点でフィニッシュだったが、『ウルIV』ではその後に相手が地面に落ちたときになっている。

## 担当声優
- 山野井仁（対戦型格闘ゲーム版）
- 原沢勝広（OVA「ストリートファイターZERO - THE ANIMATION -」）
- 梁田清之（ドラマCD「ストリートファイターZERO2 外伝2 さくら・もっとも危ない文化祭」）

## 登場作品
- ファイナルファイトシリーズ
  - 『ファイナルファイト』（スーパーファミコン版は未登場）
    - 『ファイナルファイトONE』

  - 『ファイナルファイト2』
  - 『ファイナルファイト リベンジ』
- 『ストリートファイターZERO』シリーズ（ZERO2以降）
- 『ウルトラストリートファイターIV』
- 『CAPCOM VS. SNK 2 MILLIONAIRE FIGHTING 2001』
- 『ストリートファイター X 鉄拳』
- 『SNK VS. CAPCOM 激突カードファイターズ』シリーズ
- 『Street Fighter X Mega Man』

## 関連人物
- ソドム - 元・同僚
- ポイズン - 元・同僚
- アンドレ - 元・同僚
- コーディー - 敵対者
- マイク・ハガー - 敵対者
- ガイ - 敵対者
- マキ - 敵対者
- いぶき - 『ストリートファイター X 鉄拳』でのタッグパートナー